# ArmaLite AR-18
ArmaLite AR-18 — американский 5,56-мм автомат, в инициативном порядке созданный компанией ArmaLite в начале 1960-х годов.
В США так и не были приняты на вооружение, однако послужили прототипом для многочисленных образцов оружия, созданных и принятых на вооружение в других странах.

## История
После ухода из ArmaLite конструктора AR-10 и AR-15 Юджина Стоунера компания приступила к разработке новой автоматической винтовки AR-16 под патрон 7,62×51 мм НАТО. Однако вскоре стало окончательно ясно, что патрон 7,62 НАТО уступил место в качестве основного боеприпаса стрелкового оружия малоимпульсному 5,56×45 мм, поэтому было решено переработать AR-16 под этот патрон. В дальнейшем разработанная под новый патрон винтовка получила название AR-18.
Во время разработки основной упор делался на простоту, надёжность и низкую себестоимость оружия, которое бы могло производиться в том числе и в странах без высокотехнологичной оружейной промышленности. Например, ствольная коробка изготовлялась из стали, а не лёгкого сплава, как у M16.
Первые образцы нового оружия, получившего обозначение AR-18, были представлены в 1963 году.
Через год винтовка успешно прошла полигонные испытания, но Министерство обороны США предпочло ей винтовку AR-15 / M16, — более раннюю разработку ArmaLite, все права на которую на тот момент уже были приобретены крупной оружейной фирмой «Кольт».
Впоследствии ArmaLite предложила AR-18 на мировом рынке оружия, однако на тот момент он уже оказался «поделён» между M16 и автоматом Калашникова, а также автоматическими винтовками FN FAL и HK G3. В результате лицензия на производство оружия была продана только в Японию, компании Howa (в 1970 году), а после свёртывания в 1974 году японского производства — английской компании Sterling, выпускавшей до 1983 года самозарядные варианты AR-180 и укороченные AR-18S. Данное оружие столь эффективно использовалось ИРА, что получило прозвище Widowmaker («Вдоводел»).
В 1999 году была разработана новая гражданская версия AR-180B, выпуск которой начался в 2002 году.
AR-18 послужила основой для многих образцов стрелкового оружия, например, британской L85/SAR-87 и австрийской  Steyr AUG, чьи конструкции повторяют AR-18 за исключением схемы булл-пап, сингапурской SAR-80, немецкой HK G36, и японской Type 89.

## Описание
Автоматика оружия основана на отводе пороховых газов из канала ствола. В отличие от «беспоршневых» разработок Стоунера (AR-10, AR-15/M16), AR-18 имеет более стандартное устройство с газовым поршнем, имеющим короткий рабочий ход. Поршень, выполненный в форме стакана, «надетого» на патрубок газовой каморы, имеет собственную возвратную пружину. Ствол запирается поворотом затвора, схожим с таковым у M16. Прямоугольная затворная рама движется на двух направляющих стержнях, с возвратными пружинами на каждом. В стенке рамы вырезан фигурный паз, в котором движется штифт, вращающий затвор. Затвор, затворная рама, направляющие стержни и возвратные пружины представляют собой единый модуль, извлекаемый при разборке. Рукоятка затвора расположена справа, жёстко прикреплена к затворной раме и поэтому движется при стрельбе. Для уменьшения загрязнения механизма прорезь для рукоятки затвора закрывается подпружиненной крышкой. Предусмотрена затворная задержка.
Штампованная стальная ствольная коробка состоит из верхней и нижней половин, крепящихся друг к другу шарниром в передней части. УСМ — куркового типа, трёхпозиционный предохранитель-переводчик режимов стрельбы выполнен по типу M16 и расположен слева над пистолетной рукояткой. Фурнитура выполнена из чёрной пластмассы. В отличие от M16, в AR-18 отсутствует длинный демпфер отката затвора, что позволило сделать приклад складным (в левую сторону). Возможно крепление штык-ножа, а пламегаситель приспособлен для метания винтовочных гранат. Антабки для ремня находятся на пистолетной рукоятке и под стволом.

## Варианты
- AR-18 — базовый вариант.
- AR-180 — самозарядный карабин для гражданского рынка.
- AR-18S — с укороченным стволом; к цевью может крепиться дополнительная рукоятка.
- AR-180B — модернизированный вариант AR-180, выпускающийся с 2002 года. Отличается фиксированным прикладом, нижней частью ствольной коробки, выполненной литьём из пластмассы зацело с пистолетной рукояткой, и УСМ, позаимствованным у семейства AR-15.

## В массовой культуре
- Песня ирландских повстанцев «My Little Armalite».
- В фильме «Терминатор» этой винтовкой вооружён Т-800 во время нападения на полицейский участок и погони на мотоцикле.
- Упоминается в книге Чака Паланика «Бойцовский клуб».
- С реальным функционированием 3D-модели AR-18 можно ознакомиться в оружейном симуляторе-игре «World of Guns: Gun Disassembly».
- В игре Dying Light появляется как "Полицейская винтовка".
- В игре Call of Duty: Black Ops 6 появляется как "AMES 85"